# Les Trois Mousquetaires (jeu de rôle)
Pour les articles homonymes, voir Les Trois Mousquetaires (homonymie).
Les Trois Mousquetaires (Flashing Blades en version originale) est un jeu de rôle historique américain édité par Fantasy Games Unlimited en 1984 et qui permet de vivre des aventures dans la France du XVIIe siècle. Les joueurs peuvent y incarner n'importe quel personnage de l'époque : noble, gentilhomme, soldat, larron... La particularité du jeu, en plus de sa période peu utilisée en jeu de rôle, est la gestion de l'ascension sociale des personnages : on y trouve des règles détaillées gérant les hiérarchies militaires, bureaucratiques ou ecclésiastiques. Les personnages les plus puissants peuvent finir leur carrière dans la peau d'un maréchal de France, d'un cardinal ou même du ministre d'État, bras droit du roi de France !

## Liste des Parutions

### Règles
- Flashing Blades (1984)
- High Seas (1985)
- Les Trois Mousquetaires, traduction française (Hexagonal, 1986)

### Suppléments
- Parisian Adventures (1984)
- An Ambassador's Tales (1985)
- The Cardinal's Peril (1985)